# دايفيد برادلي
دايفيد برادلي (بالإنجليزية: David Bradley)‏ (و. 1949  م) هو مهندس، وعالم حاسوب أمريكي، ولد في سياتل.

## التعليم
تعلم في جامعة ديتون.